# 埃卡·特克舍拉什维利
叶卡捷琳娜·“埃卡”·特克舍拉什维利（1977年5月23日—）是一位格鲁吉亚法学家和政治人物，曾任格鲁吉亚司法部长、外交部长、国家安全委员会秘书、米哈伊爾·薩卡什維利总统政府的第一副总理兼重新统一事务国务部长。

## 早年生活
1977年5月23日特克舍拉什维利出生于格鲁吉亚的首都第比利斯。她于1999年毕业于第比利斯国立大学国际法和国际关系学院，曾在格鲁吉亚红十字国际委员会担任律师，后来又在馬里蘭大學學院市分校体制改革和非正规部门中心第比利斯办事处担任律师。1997年10月9日至1999年9月10日，她担任格鲁吉亚外交部外交政策研究和分析中心的首席专家。2001年6月1日至11月1日，特克舍拉什维利在纽约律师人权委员会任律师，2002年12月至2003年5月，在荷兰海牙前南斯拉夫问题国际刑事法庭实习。

## 政治生涯
特克舍拉什维利于2004年2月1日被任命为格鲁吉亚司法部副部长，这是她的第一个政府职位。随后，她于2005年9月1日被任命为内政部副部长，然后于2006年5月1日至2007年8月1日担任第比利斯上訴法院院长。

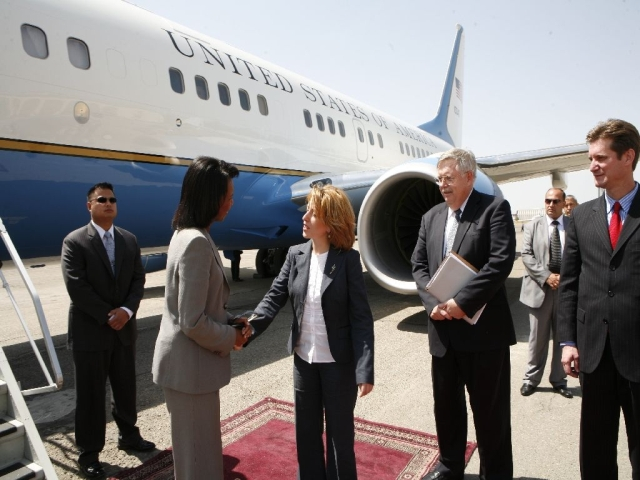
2008年8月份埃卡·特克舍拉什维利（中）与康多莉扎·赖斯

她于2007年8月至2008年1月担任格鲁吉亚司法部长，并于2008年1月至2008年5月担任格鲁吉亚总检察长。2008年5月5日，她被任命为外交部长，任期至2008年12月5日。她的任命恰逢格鲁吉亚与北方邻国俄罗斯因阿布哈茲和南奥塞梯分离地区的问题和格鲁吉亚渴望加入北大西洋公约组织而关系日益紧张。在担任外交部长期间，她誓言要进行积极的外交，以和平解决所有现存问题。2008年12月5日，在内阁改组中，格里高爾·瓦夏澤接替了特克舍拉什维利的外交部长职位。12月下旬，她被任命为国家安全委员会主管。2010年到2012年，她担任重新统一事务国务部长。
从2017年起，特克舍拉什维利担任乌克兰欧盟反腐败倡议的负责人。她还在基輔的民政大学和第比利斯的黑海大学任教。

## 个人生活
特克舍拉什维利已婚，有两个孩子。除了母语格鲁吉亚语以外，她还会讲英语，俄语和法语。